# حمید احمدی (بازیکن فوتسال)
حمید احمدی درج (زاده ۲۴ آذر ۱۳۶۷-شهر ری) یک بازیکن فوتسال اهل ایران است.